# Đại lộ Sihanouk
Đại lộ Sihanouk (tiếng Khmer: មហាវិថីព្រះសីហនុ) là một đại lộ ở thủ đô Phnôm Pênh của Campuchia, cắt ngang thành phố theo hướng đông-tây. Đại lộ này được đặt tên nhằm vinh danh cố Quốc vương Norodom Sihanouk, một trong những vị vua vĩ đại nhất của đất nước Campuchia.
Theo hướng đông tây, nó cắt đại lộ Norodom ở tượng đài Độc lập Phnôm Pênh gần Wat lanka. Nó cũng sẽ cắt đại lộ mới Samdec Hun Sen vào năm 2015.
Wat Moha Montrey nằm trên đại lộ này ở khu vực phía Tây của thành phố. Siêu thị Lucky nằm cách khoảng 100 mét (110 thước Anh) sau khi giao nhau với Đại lộ Monivong đi qua toàn bộ thành phố theo hướng bắc-nam ở trung tâm. Đại lộ bao quanh Tượng đài Độc lập, nằm ngay phía nam Đại sứ quán Bắc Triều Tiên.